# Förhydningspapp

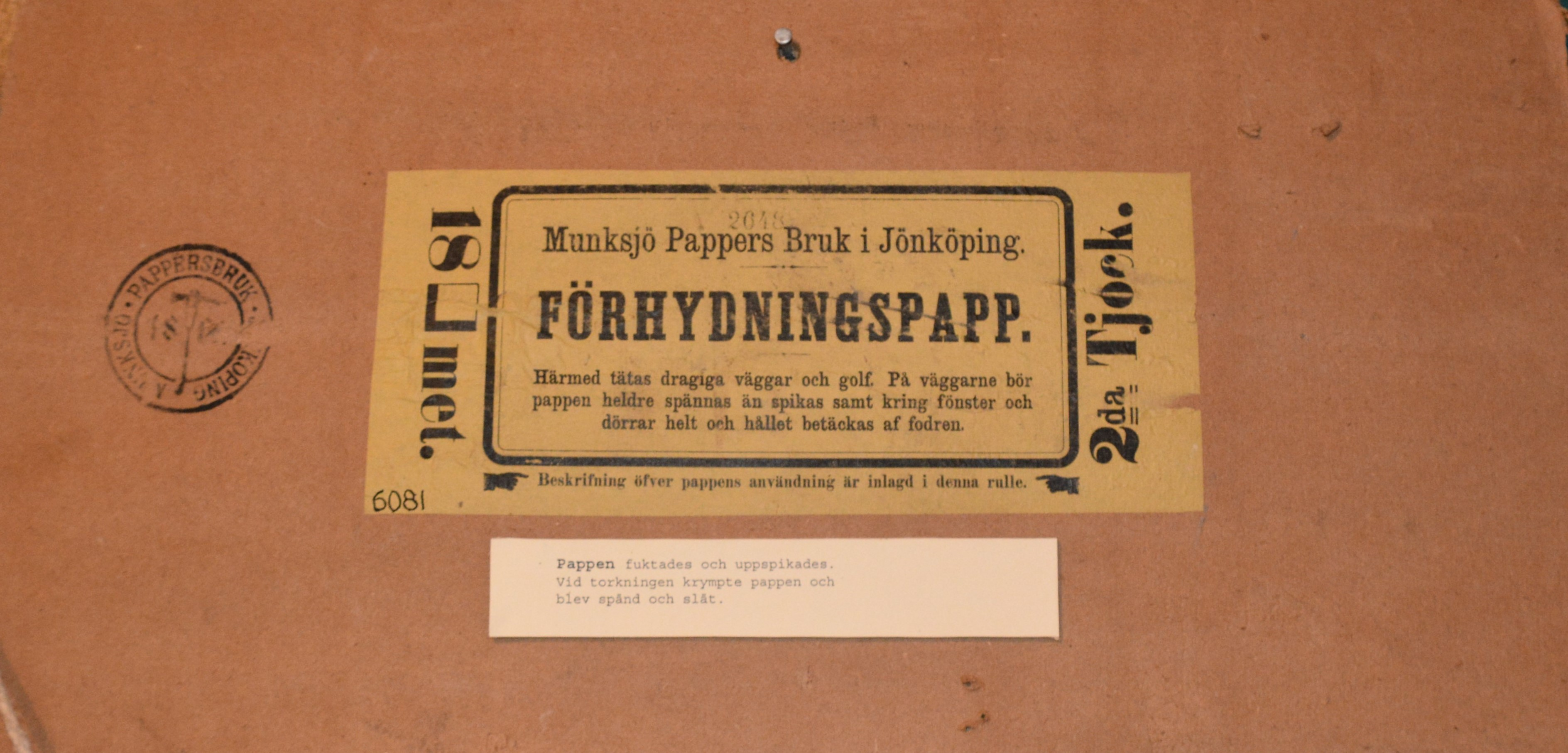
Etikett på förhydningspapp från Munksjö pappersbruk på Måleriyrkets museum i Stockholm, 2018

Förhydningspapp är asfaltbelagd filt eller lumppapp. Den är ånggenomsläpplig, ej diffusionstät.
Förhydningspapp används vanligen som vindtätning för dragiga väggar och golv, eller för att separera olika byggmaterial från varandra i samband med renovering av byggnader.